# Lemuresthes nana
La nonnetta nana (Lemuresthes nana (Pucheran, 1845)), conosciuta anche come nonnetta malgascia o diamante del Madagascar,  è un uccello passeriforme della famiglia degli Estrildidi. È l'unica specie del genere Lemuresthes.

## Descrizione

### Dimensioni
Come intuibile dal nome scientifico, la nonnetta nana è un uccello di piccole dimensioni, con una taglia che raramente supera i 10 cm, coda compresa.

### Aspetto
L'aspetto è minuto ed arrotondato, con grosso becco conico.

La colorazione è bruno-grigiastra su tutto il corpo, con tendenza a schiarirsi fino a divenire quasi bianca sulla porzione centrale del basso ventre: su petto e sottocoda possono essere presenti delle penne con bordo bianco, che danno un caratteristico effetto a scaglie. Su dorso, ali e coda la colorazione tende a scurirsi ed a perdere la tonalità grigia, fino a virare verso il bruno-nerastro delle remiganti e delle timoniere: sulla testa invece è il bruno a sparire, sicché essa assume colorazione grigia, con una banda nera che va dalla base del becco agli occhi ed una caratteristica bavetta dello stesso colore, spesso attorniata da un mustacchio biancastro. Gli occhi sono bruno-nerastri, il becco è nero, le zampe sono di colore carnicino-grigiastro.
Curiosamente, la colorazione di questi uccelli appare molto simile a quella dei diamanti australiani del genere Poephila, ed in particolare al diamante bavetta, col quale tuttavia non hanno un rapporto di parentela particolarmente stretto.

## Biologia
Si tratta di uccelli diurni, che vivono principalmente da soli od in coppie e passano la maggior parte del tempo fra l'erba alta ed i cespugli alla ricerca di cibo.

### Alimentazione
La nonnetta malgascia è un uccello principalmente granivoro, che si nutre praticamente di qualsiasi seme riesca a spezzare col forte becco: questo uccello non disdegna tuttavia di integrare la propria dieta con frutta, bacche ed altro materiale di origine vegetale (germogli, semi germogliati etc.), mentre sporadicamente si nutre anche di cibi di origine animale, principalmente piccoli insetti volanti e larve.

### Riproduzione
Il periodo riproduttivo coincide con l'estate australe, estendendosi da settembre a marzo; durante questo periodo, le coppie sono in grado di portare avanti anche 3-4 nidiate.
Il maschio corteggia insistentemente la femmina tenendo nel becco una pagliuzza e cantando mentre le saltella attorno con le piume arruffate: quando la femmina si ritiene pronta all'accoppiamento, si accovaccia spostando lateralmente la coda.
Il nido viene costruito da ambedue i partner intrecciando materiale fibroso di origine vegetale (come fibre di cocco, foglie, steli d'erba e penne) a formare una struttura globosa che viene ubicata generalmente nel folto della vegetazione. Al suo interno, la femmina depone 4-7 uova che ambedue i sessi covano per 12-13 giorni, al termine dei quali nascono dei pulli implumi e ciechi, che vengono accuditi da entrambi i genitori per circa tre settimane, quando sono pronti per l'involo. Sebbene siano piuttosto aggressive nei confronti degli estranei durante tutto il periodo di cova, le coppie di nonnetta malgascia sono molto tolleranti verso i propri figli anche dopo l'involo, permettendo loro di rimanere nei pressi del nido e di dormirvi per un certo periodo (generalmente due settimane o poco più) anche dopo l'involo.

## Distribuzione e habitat
Come intuibile dal nome comune della specie, la nonnetta malgascia è endemica del Madagascar, dove è diffusa (seppur con areale frammentato) in tutta l'isola.
L'habitat prediletto da questa specie è rappresentato dalle aree aperte secche a copertura erbosa o cespugliosa e dalla boscaglia secca, possibilmente con presenza di radure.

## Tassonomia
In passato, questo uccello è stato ascritto prima al genere Lonchura, ed in seguito al distacco da questo delle "nonnette" africane in un proprio genere, Spermestes, è stata ascritta a quest'ultimo: tuttavia, le differenze sussistenti rispetto alle altre linee filetiche di munie sono tali da aver fatto ritenere corretta alla maggior parte degli studiosi l'assegnazione della nonnetta nana ad un proprio genere monotipico, Lemuresthes, intermedio fra le munie africane e quelle asiatiche.